# گلتن هورن
گلتن هورن (به لاتین: Geltenhorn) یک کوه در سوئیس است که در کانتون وله واقع شده‌است. گلتن هورن ۳٬۰۶۵ متر بالاتر از سطح دریا واقع شده‌است.